# 双龙水库
双龙水库是中国云南省昆明市晋宁区境内的一座水库，位于车木河上，建于1954年。水库正常库容为1216万立方米，集雨面积为54平方千米，海拔为1933.4米。